# Eaton (Ohio)
Eaton es una ciudad ubicada en el condado de Preble en el estado estadounidense de Ohio. En el Censo de 2010 tenía una población de 8407 habitantes y una densidad poblacional de 523,46 personas por km².

## Geografía
Eaton se encuentra ubicada en las coordenadas 39°45′0″N 84°38′4″O / 39.75000, -84.63444. Según la Oficina del Censo de los Estados Unidos, Eaton tiene una superficie total de 16.06 km², de la cual 16.04 km² corresponden a tierra firme y (0.11%) 0.02 km² es agua.

## Demografía
Según el censo de 2010, había 8407 personas residiendo en Eaton. La densidad de población era de 523,46 hab./km². De los 8407 habitantes, Eaton estaba compuesto por el 96.32% blancos, el 0.56% eran afroamericanos, el 0.18% eran amerindios, el 0.99% eran asiáticos, el 0.01% eran isleños del Pacífico, el 0.45% eran de otras razas y el 1.49% pertenecían a dos o más razas. Del total de la población el 0.82% eran hispanos o latinos de cualquier raza.